# Detlev Grabs
Detlev Grabs (República Democrática Alemana, 29 de octubre de 1960) es un nadador alemán retirado especializado en pruebas de estilo libre, donde consiguió ser subcampeón olímpico en 1980 en los 4x200 metros estilo libre.

## Carrera deportiva
En los Juegos Olímpicos de Moscú 1980 ganó la medalla de plata en los relevos de 4x200 metros estilo libre, con un tiempo de 7:28.60 segundos, tras la Unión Soviética (oro) y por delante de Brasil (bronce), siendo sus compañeros de equipo los nadadores: Frank Pfütze, Jörg Woithe, Rainer Strohbach y Frank Kühne.